# Van Rhijn (cráter)

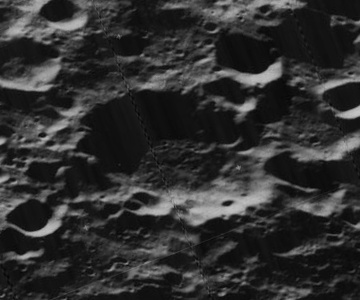
Imagen oblicua de la misión Lunar Orbiter 5

Van Rhijn es un antiguo cráter de impacto lunar que se encuentra en el hemisferio norte de la cara oculta de la Luna, al sur del cráter más grande Störmer, y al noreste de De Moraes.
|  |

El borde exterior de este cráter ha sido profundamente desgastado y erosionado por los impactos recibidos, con cráteres más pequeños que invaden las partes noreste, noroeste y sureste del borde. El perfil del brocal se ha suavizado y redondeado, quedando el cráter convertido en poco más que una depresión sobre la superficie. El suelo interior es relativamente plano y sin rasgos distintivos, carente de impactos significativos.

## Cráteres satélite
Por convención estos elementos son identificados en los mapas lunares poniendo la letra en el lado del punto medio del cráter que está más cercano a Van Rhijn.
|           | \| van Rhijn \| Coordenadas \| Diámetro \| \| --------- \| ------------------------------ \| -------- \| \| T \| 52°12′N 140°00′E / 52.2, 140.0 \| 35 km \| |          |
| van Rhijn | Coordenadas | Diámetro |
| T         | 52°12′N 140°00′E / 52.2, 140.0 | 35 km    |

## Referencias

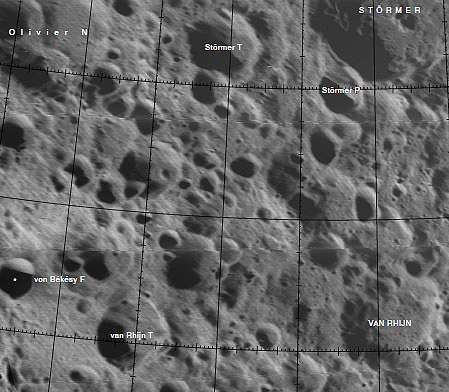
Entorno de Van Rhijn (esquina inferior derecha)